# Ellen Marsvin

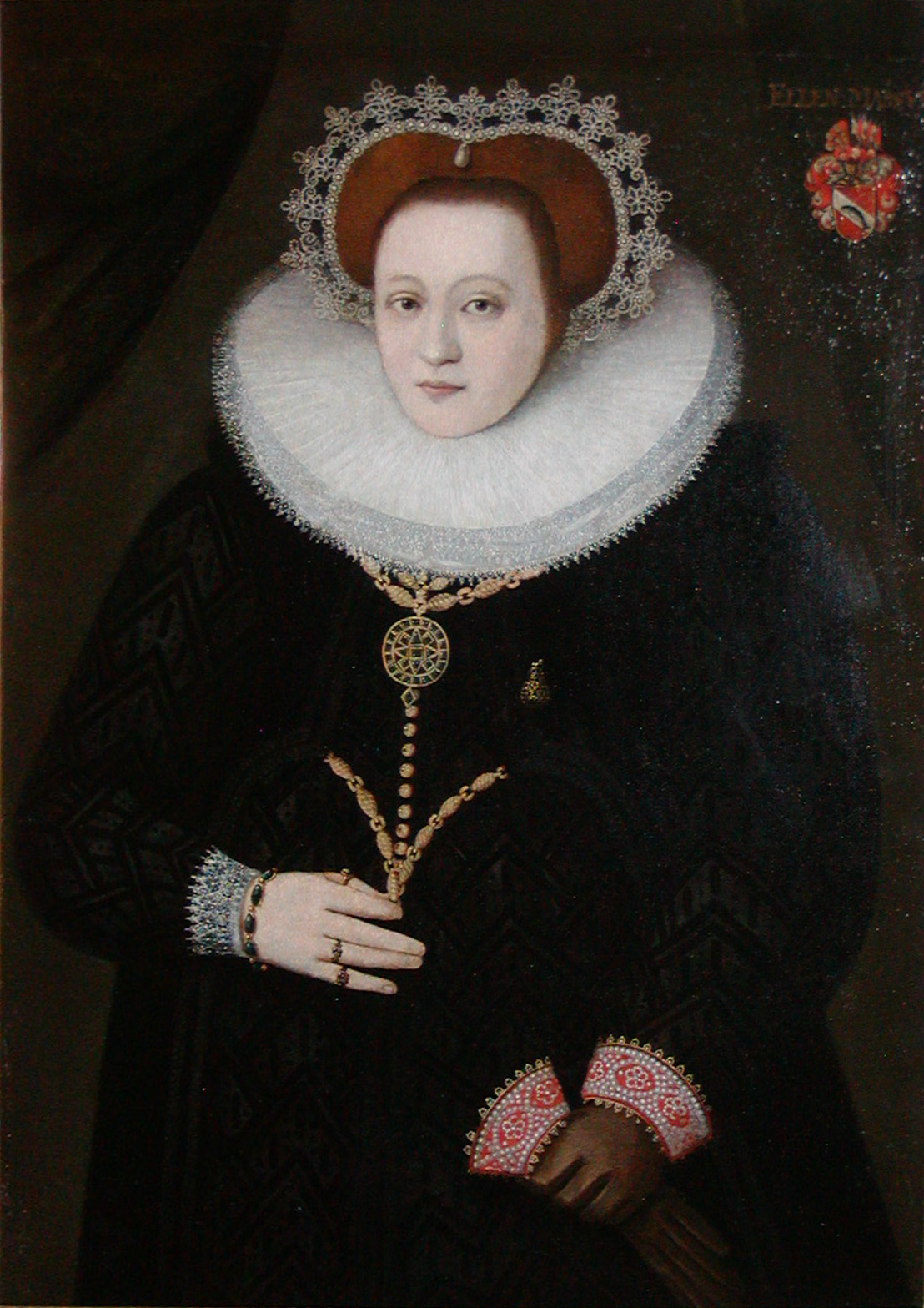
Ellen Marsvin

Ellen Marsvin (ur. 1 lutego 1572 – zm. 11 listopada 1649) – duńska szlachcianka, dziedziczka wielkich posiadłości ziemskich i matka Kirsten Munk drugiej żony króla Danii Chrystiana IV.
Była córką szlachcica, urzędnika i gubernatora Skanii Jørgena Marsvina i jego pierwszej żony Karen Gyldenstierne. Wyszła za mąż za Ludwiga Munka około 1589 roku. Owdowiała w 1602 i po pięciu latach wyszła za mąż za szlachcica i gubernatora Zelandii Knuda Ruda w 1607 roku. Owdowiała po raz drugi w maju 1611 roku.
W 1615 roku jej jedyna córka Kristen została drugą, morganatyczną żoną króla Danii i Norwegii Chrystiana IV. Król zakochał się w Kristen jeszcze w czasie trwania swojego pierwszego małżeństwa z Anną Katarzyną Hohenzollern (1575–1612). Negocjacjami dotyczącymi przyszłości córki zajmowała się właśnie Ellen Marsvin, która nalegała na rozwód z królową i poślubienie córki, ponieważ rody Muncków jak i Marsvinów były rodami szlacheckimi, a ich potomkini należało się takie traktowanie. Nie mogło być mowy o tym by Kristen została królewską kochanką – dowodem uczuć króla były kolejne posiadłości i tytuły spadające na samą zainteresowaną, jak i na jej krewnych. Rozmowy przybrały na sile dopiero wtedy kiedy zmarła Anna Katarzyna, po przyrzeczeniu dożywotniej i niezależnej od faworów króla pensji, został podpisany kontrakt ślubny i dopiero 31 grudnia 1615 roku w jednym z królewskich pałaców zostało zawarte małżeństwo morganatyczne pomiędzy zakochanym królem i młodziutką szlachcianką.
Ellen została opiekunką swoich wnuków i to właśnie jej król powierzył dbanie o majątek swoich dzieci. Została mianowana świecką administratorką opactwa Dalum w 1620 roku, co było czymś nietypowym w siedemnastowiecznej Danii.
Marsvin była jedną z najbogatszych i najlepiej zarządzających swoimi posiadłościami kobietą w królestwie: to właśnie dzięki swojemu dziedzictwu, bogactwu i pokrewieństwom kupowała wielkie posiadłości od zubożałych szlachciców i rozbudowywała je z wielkim sukcesem co około 1625 roku uczyniło ją najbogatszą posiadaczką ziemską w tej części Europy.
Na początku 1627 roku jej córka Kirsten szaleńczo zakochała się w niemieckim kapitanie kawalerii w służbie królewskiej, hrabim Ottonie Ludwigu Salm-Kyrburg (1597–1634). Ellen Marsvin chcąc ocalić od niesławy chociaż swoje wnuki, które właśnie wtedy wchodziły w związki małżeńskie z członkami duńskiej szlachty, poleciła królowi damę dworu swojej córki Vibeke Kruse. Król szybko zakochał się w młodej damie dworu i miał z nią kilkoro dzieci, które stały się poważnymi rywalami dzieci Kristen Munk. Po tym jak ta ostatnia chciała otruć kochankę męża własnym preparatem na trądzik, król ostatecznie rozwiódł się z nią w 1629 roku i pozwoliwszy zachować wszystkie bogactwa i dochody wygnał Kristen na Jutlandię.
Ellen opuściła dwór i spędziła resztę życia w swoich posiadłościach.